# Sveučilište Bío-Bío
Sveučilište Bío-Bío (šp.: Universidad del Bío-Bío) je sveučilište u čileanskom gradu Concepciónu. Jedno je od najstarijih sveučilišta na jugu Čilea. Čini ga 6 fakulteta, osim toga posjeduje sustav sveučilišnih knjižnica i računalnih centara.
Pripada skupini Consejo de Rectores, 25 tradicijskih čileanskih sveučilišta. Nacionalni akreditacijski odbor (NAC) mu je odobrio licenciju na 5 godina za menadžment, područje predavanja i istraživanje.

## Povijest
Sveučilište je utemeljeno 9. travnja 1947. godine kao Universidad Técnica del Estado (UTE), nastalo je kao spoj više postojećih sveučilišta zbog reforme sveučilišta u Čileu. 
1988. godine se udružilo s Instituto Profesional de Chillán. Godine 2009. sveučilište je dobilo službenu licenciju na 5 godina u čileanskom sustavu obrazovanja.

## Campus
1. Concepción
2. La Castilla
3. Fernando May

## Fakulteti
1. Poslovni studiji (Facultad de Ciencias Empresariales, Concepción i Chillán)
2. Arhitektura, graditeljstvo i dizajn (Facultad de Arquitectura, Construcción y Diseño,  Concepción)
3. Znanosti (Facultad de Ciencias, Concepción)
4. Inženjerstvo (elektronika, elektrotehnika, graditeljstvo) (Facultad de Ingeniería, Concepción)
5. Obrazovanje i humanističke znanosti (Facultad de Educación y Humanidades, Chillán)
6. Znanosti o zdravlju i hrani (Facultad de Ciencias de la Salud y de los Alimentos, Chillán).

## Poveznice
- Concepción
- Chillán

## Vanjske poveznice
- Službene stranice (šp.)

|  | Zajednički poslužitelj ima stranicu o temi Sveučilište Bío-Bío |